# Ellipsométrie

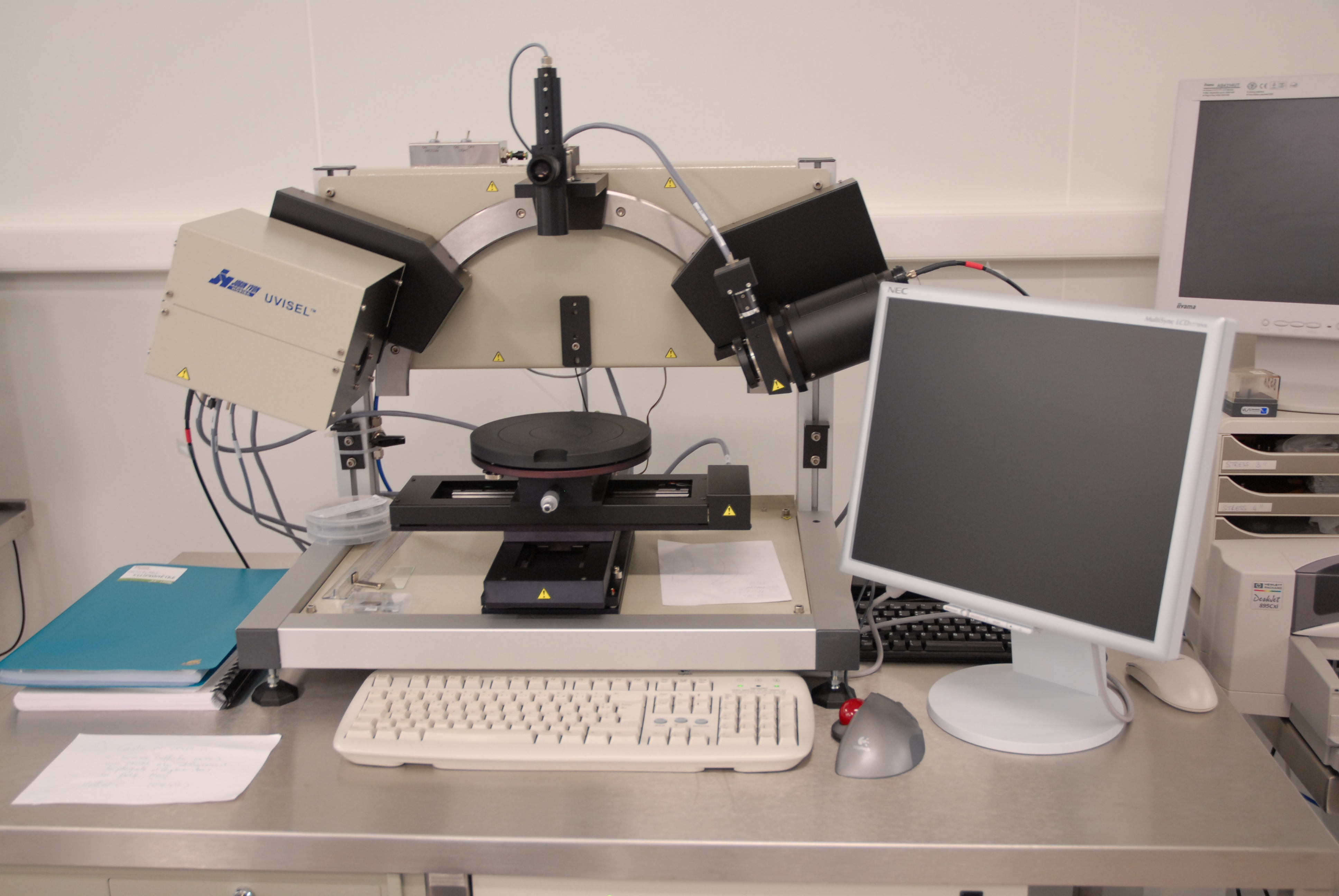
Ellipsomètre dans un laboratoire du LAAS à Toulouse.

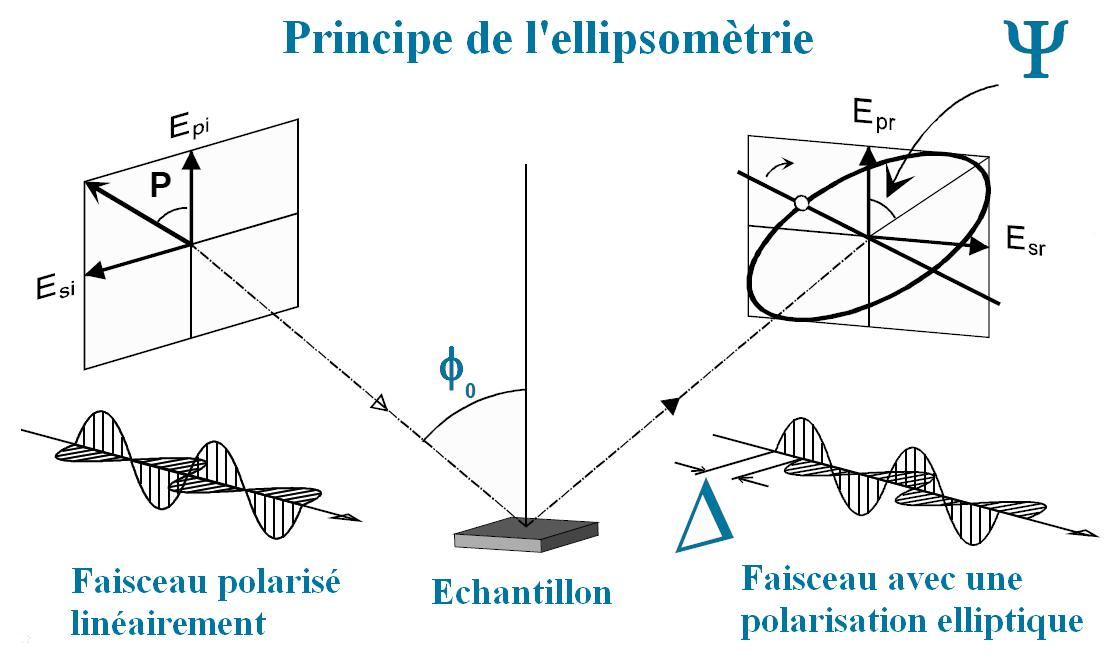
L'ellipsomètre calcule uniquement Psi et Delta, et c'est à partir de cela qu'il réalise ses calculs.

L’ellipsométrie est une technique optique de caractérisation et d'analyse de surface, fondée sur le changement d'état de polarisation de la lumière, par réflexion de la lumière sur la surface plane d'un échantillon. Bien que son principe soit connu depuis le début du XXe siècle, c'est surtout à partir des années 1990, avec l'apparition d'ellipsomètres spectroscopiques, que son utilisation s'est généralisée, en particulier dans le domaine de la micro-électronique. La technique présente l’avantage d’être très simple et rapide à mettre en œuvre, d’être non destructive, de permettre des suivis in situ et en temps réel et d’être applicable à une très large gamme d’échantillons.
Elle est largement mise en œuvre pour la caractérisation des milieux isotropes. On peut citer parmi ses nombreuses applications : 
- mesure des constantes optiques des matériaux ;
- mesure de l'épaisseur de couches minces (du nanomètre au micromètre) telles que les couches antireflets, couches d'or, de silice ou de silicium dans les circuits intégrés ;
- suivi in situ de la croissance d'une couche ;
- caractérisation des interfaces liquide-solide ou liquide-liquide ;
- analyse des couches de protection (électrodéposition, dépôt plasma, polymères), traitement de surface par recuit (application dans la métallurgie) ;
- mesure de rugosité d'une surface ;
- mesure, par scatterométrie, des propriétés (matériaux, géométrie) d'un motif périodique.

## Principe d'un ellipsomètre
Dans sa version la plus simple un ellipsomètre met en jeu un faisceau lumineux collimaté à une incidence donnée et polarisé linéairement à 45°. La réflexion du faisceau sur l'échantillon modifie l'état de polarisation et l'intensité du faisceau est mesurée en fonction de l'angle d'un second polariseur (l'analyseur). On obtient typiquement une réponse sinusoïdale de période 180°. Dans cette sinusoïde, on ne tient pas compte de l'intensité absolue, et on extrait seulement le rapport de l'intensité maximale à l'intensité minimale, et l'angle du minimum. Ces valeurs, établies traditionnellement comme deux angles {\displaystyle \Psi } et {\displaystyle \Delta }, correspondent au rapport des amplitudes de réflexion des polarisations p et s, amplitude et phase.
Dans les ellipsomètres plus perfectionnés on déphase les deux polarisations, avant et/ou après l'échantillon, pour augmenter le contraste de la réponse, et même mesurer des situations d'extinction du faisceau réfléchi.
Des deux paramètres {\displaystyle \Psi } et {\displaystyle \Delta } on ne peut à angle incidence fixé extraire que deux valeurs inconnues de l'échantillon : partie réelle et imaginaire de l'indice de réfraction d'un substrat homogène et isotrope, indice de réfraction et épaisseur d'un diélectrique non absorbant sur un substrat connu, etc. La mesure à plusieurs angles d'incidences permet d'améliorer la connaissance du système.
Les ellipsomètres spectroscopiques couplent un ellipsomètre à un spectroscope.
Cela permet de faire plus que d'obtenir les valeurs d'un système à diverses longueurs d'onde.
En mettant en œuvre des modèles
de l'indice des matériaux de l'objet observé (notamment par l'équation de Sellmeier)
on a un nombre réduit de paramètres pour décrire l'ensemble de la réponse,
et ceux-ci peuvent être déterminés avec une bonne précision.

## Les angles ellipsométriques
Pour représenter les composantes, amplitudes et phase d'une donnée {\displaystyle a} en excitation monochromatique,
on utilise communément l'amplitude complexe {\displaystyle {\underline {a}}},
avec {\displaystyle a=\Re ({\underline {a}}e^{-i\omega t})} (convention {\displaystyle e^{-i\omega t}})
ou bien {\displaystyle a=\Re ({\underline {a}}e^{i\omega t})} (convention {\displaystyle e^{i\omega t}})
avec, dans le cas de la lumière, {\displaystyle \omega ={\frac {2\pi c}{\lambda }}} la fréquence angulaire
de l'excitation de longueur d'onde {\displaystyle \lambda }.
Ainsi, avec l'écriture amplitude et phase
{\displaystyle {\underline {a}}=|a|e^{i\phi }}, on a {\displaystyle a=|a|\cos(\phi -\omega t)} (convention {\displaystyle e^{-i\omega t}}).

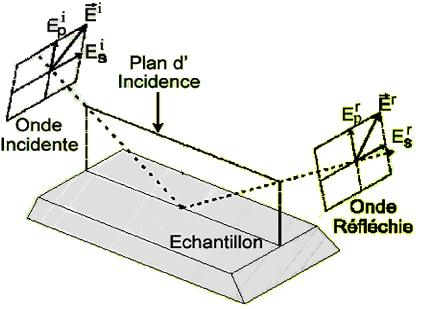
Incidence sur une surface.

La modification du champ électrique après réflexion sur l'échantillon peut être représentée par deux coefficients
agissant sur chaque composante du champ électrique :
- le coefficient de réflexion de l'échantillon pour la polarisation parallèle au plan d'incidence

{\displaystyle {\underline {r}}_{p}={\frac {{\underline {E}}_{p}^{r}}{{\underline {E}}_{p}^{i}}}={\frac {|{\underline {E}}_{p}^{r}|e^{i\varphi _{p}^{r}}}{|{\underline {E}}_{p}^{i}|e^{i\varphi _{p}^{i}}}}=|{\underline {r}}_{p}|\;\!e^{i\delta _{p}}} (convention {\displaystyle e^{-i\omega t}},
{\displaystyle e^{-i\delta _{p}}} pour la convention {\displaystyle e^{i\omega t}})
- le coefficient de réflexion de l'échantillon pour la polarisation perpendiculaire au plan d'incidence

{\displaystyle {\underline {r}}_{s}={\frac {{\underline {E}}_{s}^{r}}{{\underline {E}}_{s}^{i}}}={\frac {|{\underline {E}}_{s}^{r}|e^{i\varphi _{s}^{r}}}{|{\underline {E}}_{s}^{i}|e^{i\varphi _{s}^{i}}}}=|{\underline {r}}_{s}|\;\!e^{i\delta _{s}}.}
Les modules {\displaystyle |{\underline {r}}_{p}|} et {\displaystyle |{\underline {r}}_{s}|} représentent l'atténuation de l'amplitude
et leur argument, {\displaystyle \delta _{p}} et {\displaystyle \delta _{s}}, le changement de phase après réflexion.
L'ellipsomètre ne mesure pas chacune des amplitudes de réflexion complexes
des ondes {\displaystyle p} et {\displaystyle s}
mais seulement leur rapport
{\displaystyle {\underline {\rho }}={\frac {{\underline {r}}_{p}}{{\underline {r}}_{s}}}={\frac {|{\underline {r}}_{p}|}{|{\underline {r}}_{s}}}\;e^{i(\delta _{p}-\delta _{s})}}. C'est ce rapport des amplitudes de réflexion complexe qui est donné à partir des deux angles ellipsométriques {\displaystyle \Psi } et {\displaystyle \Delta } :
{\displaystyle {\underline {\rho }}=\tan \Psi \;\!e^{i\Delta }} (convention {\displaystyle e^{i\omega t}}).
La tangente de l'angle {\displaystyle \tan \Psi =\left|{\frac {{\underline {r}}_{p}}{{\underline {r}}_{s}}}\right|} est le rapport des modules et 
{\displaystyle \Delta =\delta _{p}-\delta _{s}} la différence des phases.
Pour la convention {\displaystyle e^{-i\omega t}}, on a {\displaystyle {\underline {\rho }}=\tan \Psi \cdot e^{-i\Delta }}
et {\displaystyle \Delta =-(\delta _{p}-\delta _{s})}.
Les angles {\displaystyle \Psi } et {\displaystyle \Delta }, caractéristiques de la surface étudiée, sont appelés 
angles ellipsométriques à la longueur d'onde {\displaystyle \lambda } et à l'angle d'incidence {\displaystyle \theta } considérés.
On a {\displaystyle 0\leq \Psi <{\frac {\pi }{2}}} et {\displaystyle 0\leq \Delta \leq 2\pi }.

## Exemple de l'étude d'un substrat homogène

Montage schématique d'une expérience d'ellipsométrie.

Considérons une surface et un faisceau incident de lumière polarisée. Une partie du faisceau est transmise ou absorbée à travers la surface, une autre est réfléchie. Dans les deux cas, l'état de polarisation du faisceau a changé. L'ellipsométrie est une technique qui mesure le changement de polarisation dû à la réflexion (ellipsométrie par réflexion) ou à la transmission (ellipsométrie par transmission). Cette modification de l'état de polarisation de la lumière incidente dépend de la surface étudiée.
La propagation du champ électrique suivant le faisceau {\displaystyle Oz'} peut s'écrire dans un système d'axe cartésien à l'aide du vecteur de Jones, soit 
{\displaystyle {\vec {E}}=\left|{\begin{array}{cc}{\underline {E}}_{x'}={\underline {A}}_{x'}\,e^{i\delta _{x}}&\\{\underline {E}}_{y'}={\underline {A}}_{y'}\,e^{i\delta _{y}}&\!\!\!\!\end{array}}\right.} (convention {\displaystyle e^{-i\omega t}},
{\displaystyle e^{-i\delta _{x,y}}} pour la convention {\displaystyle e^{i\omega t}}).
Les états de polarisation propres d'une onde en réflexion ou en transmission à l'interface
de deux milieux isotropes sont les états linéaires, parallèles p et perpendiculaires s au plan d'incidence. 
Nous introduisons, alors :
- les deux composantes orthogonales du vecteur champ électrique incident {\displaystyle {\underline {E}}_{p}^{i}} et {\displaystyle {\underline {E}}_{s}^{i}}(n'importe quel état de polarisation d'une onde incidence peut toujours être décomposé sur cette base).
- les composantes du vecteur champ électrique de la lumière réfléchie {\displaystyle {\underline {E}}_{p}^{r}} et {\displaystyle {\underline {E}}_{s}^{r}},
- les composantes du champ transmis {\displaystyle {\underline {E}}_{p}^{t}} et {\displaystyle {\underline {E}}_{s}^{t}}.

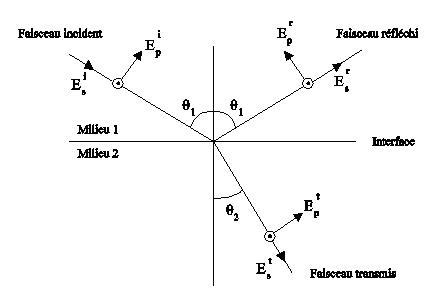
Schéma de la réflexion et de la réfraction sur un dioptre faisant intervenir les coefficients de Fresnel.

Pour deux milieux 1 et 2 homogènes et isotropes la loi de Descartes s'applique : 
{\displaystyle {\underline {N}}_{1}\sin {\underline {\theta }}_{1}={\underline {N}}_{2}\sin {\underline {\theta }}_{2}=\sin \theta _{i}} 
avec {\displaystyle \theta _{i}} l'angle d'incidence du faisceau dans l'air,
et {\displaystyle {\underline {N}}=n+ik} l'indice de réfraction complexe (convention {\displaystyle e^{-i\omega t}},
{\displaystyle n-ik} pour la convention {\displaystyle e^{i\omega t}}).
La dépendance spatio-temporelle de l'amplitude des ondes, solutions des équations de Maxwell,
est de la forme {\displaystyle e^{{\frac {i2\pi }{\lambda }}\left({\underline {N}}(\pm \cos {\underline {\theta }}z+\sin {\underline {\theta }}x)-ct\right)}}. Dans la direction de propagation {\displaystyle z'},
l'amplitude varie comme {\displaystyle e^{i2\pi n{\frac {z'}{\lambda }}}e^{-2\pi k{\frac {z'}{\lambda }}}}
La partie réelle de l'indice complexe caractérise la longueur d'onde dans le matériau {\displaystyle {\frac {\lambda }{n}}}
et la partie imaginaire, appelée coefficient d'extinction, caractérise la longueur d'atténuation
de l'intensité {\displaystyle {\frac {\lambda }{4\pi k}}}.
Les conditions de continuité de {\displaystyle E_{x},E_{y},H_{x},H_{z}} pour ces ondes permettent d'établir les équations de Fresnel : 
{\displaystyle {\underline {r}}\;\!_{p}={\frac {{\underline {E}}_{p}^{r}}{{\underline {E}}_{p}^{i}}}={\frac {{\underline {N}}_{2}\;\!\cos \;\!\theta _{1}-{\underline {N}}_{1}\;\!\cos \;\!\theta _{2}}{{\underline {N}}_{2}\;\!\cos \;\!\theta _{1}+{\underline {N}}_{1}\;\!\cos \;\!\theta _{2}}}} et {\displaystyle {\underline {r}}\;\!_{s}={\frac {{\underline {E}}_{s}^{r}}{{\underline {E}}_{s}^{i}}}={\frac {{\underline {N}}_{1}\;\!\cos \;\!\theta _{1}-{\underline {N}}_{2}\;\!\cos \;\!\theta _{2}}{{\underline {N}}_{2}\;\!\cos \;\!\theta _{2}+{\underline {N}}_{1}\;\!\cos \;\!\theta _{1}}}}.
{\displaystyle {\underline {r}}\;\!_{p}} et {\displaystyle {\underline {r}}\;\!_{s}} sont les coefficients de réflexions complexes caractérisant la réflexion. Notons que dans le cas des milieux transparents le coefficient {\displaystyle r_{p}} s'annule pour l'angle d'incidence {\displaystyle \theta _{B}} tel que {\displaystyle \tan \theta _{B}={\frac {n_{2}}{n_{1}}}} ; c'est l'angle de Brewster.
Si on fait l'ellipsométrie d'un matériau isotrope massif d'indice {\displaystyle n+ik}, il est aisé de calculer cet indice à partir de {\displaystyle \rho =\tan \Psi \;e^{-i\Delta }} (convention {\displaystyle e^{-i\omega t}}) par la formule :
{\displaystyle n+ik=\left(1-\left({\frac {1-\rho }{1+\rho }}\tan \theta _{i}\right)^{2}\right)^{\frac {1}{2}}\sin \theta _{i}}. On obtient par la même formule {\displaystyle n-ik} si on part de {\displaystyle \rho =\tan \Psi \;e^{i\Delta }}.

## Sources
- (en) K. D. Möller, Optics, University Science Book, 1988
- (en) R. M. A. Azzam et N. M. Bashara, Ellipsometry and polarised light, New York, North-Holland, 1977